# 山田文彦
山田 文彦（やまだ ふみひこ　1978年8月7日‐）は、日本の雅楽師、演出家、作曲家、宮内庁式部職楽部楽師。雅楽御遊乃會主宰。重要無形文化財「雅楽」保持者（総合認定）。

## 経歴
1978年東京に生まれる。8歳の頃より祖母山田文示恵から三絃と箏曲の指導を受ける。1994年宮内庁式部職楽部に入庁。 2000年内閣府技官 楽師に任官。 2001年東京楽所に入団。2010年より東京楽所首席篳篥奏者、宮内庁楽部篳篥頭取、東京藝術大学非常勤講師、宮内庁楽部篳篥教授を歴任し、2016年東京藝術大学卒業生を中心とした若手奏者に新たな舞台を創出すべく演出家としての活動を開始。2017年11月に来日した イヴァンカ・トランプ アメリカ合衆国大統領補佐官を饗応する安倍晋三内閣総理大臣主催の夕食会で、雅楽を用いた総合演出を担当。2018年フジロックフェスティバルへ若手雅楽奏者達を「千年前のロック」としてプロデュース。2019年令和の即位礼正殿の儀、祝賀御列の儀、大嘗祭に出演、大嘗宮悠紀殿供饌の儀で篳篥演奏を担当。2021年宮中御神楽人長に就任。2022年瀬戸内国際芸術祭に出演、杉本博司作品「杉本雅楽 直島御神楽」の演出を担当。2023年第38回国民文化祭「いしかわ百万石文化祭2023」開会式に出演。2024年楽長補に昇官。

## 人物
軽妙洒脱な人柄といわれ、ユーモア溢れる独特な雅楽解説に定評がある。父親の教育方針により幼少期から伝統芸能に触れて育つ。雅楽師になったきっかけは、父親がファンであった野村萬斎を通して自身も伝統芸能に強い憧れを抱いており、早逝した父親の遺言で雅楽を志すことによって、野村萬斎のようになりたいと思っていたと述懐している。代々続く楽家の出身ではなく、雅楽界に有力な後ろ盾を持っていなかった為、宮内庁楽部入庁〜修行時代には多くの苦労をしたとされているが、高い演奏技術を修得し徐々に頭角を現し、現在では雅楽師として抜きん出た存在であると評価をうけている。特に篳篥演奏に関しては、超絶技巧曲残楽三返において、遊んでいるかのような慣習に囚われない演奏スタイルを、婆娑羅と称されトリックスター的な評価を受けることもあるが、イヴァンカ・トランプやウォーレン・バフェットなどのVIP来日時や、大嘗宮悠紀殿での演奏実績から、現時点で当代の相伝棟梁とされている。

## 活動

### 出演[18][24][25][26][27][28][29][30][31][32][33][34][35][36]
- 管絃大曲 萬秋楽一具（2000年 国立劇場）
- 舞楽（2001年 国立劇場）
- 日韓宮中交流演奏会（2002年 国立劇場、大阪国立文楽劇場、ソウル国立国学院礼楽堂、プサン文化会館）
- 管絃‐平安貴族が聴いた音（2002年 国立劇場）
- 管絃 渡物‐季節の音を聴く（2003年 国立劇場）
- 舞楽 還城楽物語（2004年 みなとみらい大ホール）
- 第31回 NHK古典芸能鑑賞会（2004年 NHKホール）
- 日 EU交流年事業雅楽公演（2005年 ベルリン大学）
- 舞楽（2005年 国立劇場）
- 日本国際博覧会 政府出展催事 愛・地球博 特別公演 宮内庁雅楽と歌合わせ〜王朝の美、歌と舞い〜（2005年 愛・地球博 長久手会場 EXPOドーム）
- 音輪会第６回雅楽演奏会（2005年 京都芸術劇場春秋座）
- 日 EU交流年事業雅楽公演（2005年 ロンドン大学）
- 國風歌舞（2005年 国立劇場）
- 舞楽法会（2006年 国立劇場）
- 舞楽‐名曲と稀曲をたのしむ（2007年 国立劇場）
- 管絃（2007年 国立劇場）
- 管絃‐幻の名曲 皇帝破陣楽を聴く（2008年 国立劇場）
- 舞楽（2009年 国立劇場）
- 椿座公演「花」(2009年 久良岐能舞台)
- 第36回 NHK古典芸能鑑賞会（2009年 NHKホール）
- 神楽歌（2010年 国立劇場）
- 雅楽‐散吟打毬楽（2010年 国立劇場）
- 雅楽の未来 奇跡の聲明（2011年 東京オペラシティ）
- 音楽堂で聴く雅楽（2011年 神奈川県立音楽堂）
- 舞楽（2011年 国立劇場）
- 日本の音でお正月！（2012年 神奈川県立音楽堂）
- 宮中雅楽の夕べ（2012年 浅草公会堂）
- 舞楽（2012年 国立劇場）
- 七夕の雅楽（2012年 東京オペラシティ）
- エディンバラ国際フェスティバル（2012年 スコットランド フェスティバルシアター）[1]
- オランダ アムステルダム雅楽公演（2012年 アムステルダム コンセルトヘボウ）
- 東京藝術大学 藝大定期邦楽第79回（2012年 東京藝術大学奏楽堂）
- 舞楽 春鶯囀一具（2013年 東京オペラシティ）
- 管絃（2013年 国立劇場）
- 七夕の雅楽（2013年 東京オペラシティ）
- 音楽堂で聴く雅楽（2013年 神奈川県立音楽堂）
- 音輪会第14回雅楽演奏会（2013年 京都芸術劇場春秋座）
- 正倉院の響きⅥ 聲のシルクロード（2013年 三重県文化会館）
- 新春の雅楽 喜春楽一具 〜源氏物語の世界〜（2014年 東京オペラシティ）
- 舞楽（2014年 国立劇場）
- 七夕の雅楽 舞楽 番舞（2014年 東京オペラシティ）
- サントリー芸術財団サマーフェスティバル2014（2014年 サントリーホール）
- 源氏物語 〜悠久の饗宴〜（2014年 名古屋しらかわホール）
- 新春の雅楽（2015年 東京オペラシティ）
- 管絃（2015年 国立劇場）
- 雅楽 源氏物語（2015年 三重県文化会館）
- 七夕の雅楽（2015年 東京オペラシティ）
- 日本の音でお正月！（2016年 神奈川県立音楽堂）
- 新春の雅楽（2016年 東京オペラシティ）
- 宮中雅楽の夕べ（2016年 浅草公会堂）
- 舞楽（2016年 国立劇場）
- 七夕の雅楽（2016年 東京オペラシティ）
- ひびき、あたらし‐雅楽（2016年 神奈川県立音楽堂）
- 管絃（2016年 国立劇場）
- 第43回 NHK古典芸能鑑賞会（2016年 NHKホール）
- 還城楽物語（2017年 東京オペラシティ）
- 悠久からの伝統と革新（2017年 石川県立音楽堂）
- 舞楽（2017年 国立劇場）
- rooms34（2017年 代々木体育館）
- 第20回 国際音楽学会東京大会オープニングコンサート（2017年 東京芸術大学奏楽堂）
- 管絃 青海波を聴く（2017年 国立劇場）
- 源氏物語 女楽 六條院の薫物合せ（2017年 紀尾井ホール）
- 新春の雅楽 舞楽法会（2018年 サントリーホール）
- 國風歌舞（2018年 国立劇場）
- 喜びも哀しみも女楽（2018年 銕仙会能楽堂）
- ジャポニスム2018（2018年 フィルハーモニー・ド・パリ）
- 新元号 令和 雅楽特別公演（ 2019年 HAKUBA MOUTAIN HARBOR ）[37]
- 宮中雅楽の夕べ（2020年 浅草公会堂）
- 国際交流基金主催 ミャンマー雅楽公演（2020年 ヤンゴン）
- Born Creative Festival 2020（2020年 東京芸術劇場）
- 新阿蘇大橋開通記念 SUPER VIEW LIVE（2021年 新阿蘇大橋）
- 国立劇場第90回雅楽公演 舞楽（2022年 国立劇場）
- 甘橘山 春日社 御鎮座一年祭奉祝 歌舞音曲奉納（2023年 江之浦測候所）
- 初代国立劇場さよなら特別公演 第92回雅楽公演 舞楽（2023年 国立劇場）
- 第38回国民文化祭 第23回全国障害者芸術文化祭「いしかわ百万石文化祭2023」開会式（2023年 いしかわ総合スポーツセンター）
- 重要無形文化財「雅楽」特別公演「宮中雅楽の夕べ」（2024年 浅草公会堂）
- 甘橘山 春日社 御鎮座二年祭奉祝 歌舞音曲奉納（2024年 小田原文化財団 江之浦測候所）
- 宮中の雅～宮内庁式部職楽部「雅楽」特別公演（2024年 高槻城公園芸術文化劇場）
- ありがとう神奈川県民ホール 共生共創事業 チャレンジ・オブ・ザ・シルバー「Largo」（2025年 神奈川県民ホール）-特別出演

### 演出・監修[38][39][40][41][42][43][44][45]
- 安倍内閣総理大臣主催 イヴァンカ・トランプ米大統領補佐官 饗応晩餐会（2017年）総合演出
- ひそねとまそたん（2018年 TOKYO MXテレビ、BSフジテレビ）雅楽監修
- mixi GROUP presents 今日だけ、こどもパーク！（2018年）監修
- Inner world evolution 内世界の進化Ⅱ（2018年 三越劇場）雅楽監修
- FUJI ROCK FESTIVAL'18（2018年）日本伝統舞台芸術「雅楽」監修
- 江之浦の音（2019年 江之浦測候所）演出
- 江之浦の舞（2020年 江之浦測候所）演出
- 源氏物語 王朝装束 雅の世界（2020年 浅草公会堂）雅楽監修　頭中将役
- 三菱地所株式会社 大手町イルミ縁日（2021年）演出
- 瀬戸内国際芸術祭 杉本博司 杉本雅楽 直島御神楽（2022年 直島）演出[8][9][10]

### メディア・テレビ出演[46][47][48][49][50][51][44][17][37][52]
- NHKスペシャル 宮内庁楽部〜1300年続いた宮廷楽団（1999年 NHK総合）
- 題名のない音楽会（2004年 テレビ朝日）
- 第36回 NHK古典芸能鑑賞会（2009年 NHK教育テレビ）
- 舞楽 承和楽（2012年 Eテレ）
- 管絃 太食調音取 傾盃楽急 抜頭（2012年 NHK-FM）
- 舞楽（2014年 Eテレ）
- FA magazine 47号（2016年  株式会社COCOA出版）
- 第43回NHK古典芸能鑑賞会（2016年 Eテレ）
- LEON 12月号（2017年  主婦と生活社）
- あさチャン!（2017年 TBSテレビ）
- 婦人画報（2018年 ハースト婦人画報社）
- 舞楽 納曽利（2019年 Eテレ）
- 皇室日記スペシャル 平成という時代（2019年 日本テレビ）
- 信濃毎日新聞5月3日号朝刊（2019年 信濃毎日新聞社）
- 舞楽 太平楽（2020年 Eテレ）
- 味の手帖 2月号（2020年 株式会社 味の手帖）
- 舞楽 散手破 納曽利（2021年 Eテレ）
- にっぽんの芸能 まるわかり 雅楽の世界（2021年 Eテレ）
- 舞楽 承和楽 新靺鞨 （2022年 Eテレ）
- 読売新聞1月6日号夕刊（2022年 読売新聞社）
- 日曜美術館　杉本博司 江之浦測候所奇譚（2022年 Eテレ）
- 舞楽 蘇莫者 八仙（2023年 Eテレ）
- CasaBRUTUS 特別編集 日本の聖地100（2023年 マガジンハウス）
- ベネッセアートサイト直島 広報誌 2023年4月号（2023年 ベネッセコーポレーション）[53]
- 芸能きわみ堂（2023年 Eテレ）
- 舞楽 陵王（2024年 Eテレ）
- 舞楽 還城楽（2025年 Eテレ）

### 講演[54][55][6][2][15][56][57][58]
- SEEDS CONFERENCE 2018（2018年）
- 『MANSAI◉解体新書その弐拾九』「発酵」～ジャパンカルチャーという文化変容～（2019年 世田谷パブリックシアター）共演 野村萬斎、TAKAHIRO
- Apple Japan 『ミュージックラボ：山田文彦に学ぶデジタルテクノロジーで再解釈する雅楽』（2020年 Apple丸の内）
- SEEDS CONFERENCE 2021（2021年）
- 『MANSAI◉解体新書その参拾弍』「檄」～初心不可忘～（2022年 世田谷パブリックシアター）共演 野村萬斎、藤原道山、田嶋謙一、豊剛秋、辻祐、神田佳子
- MANSAI for KIDS お話と音で楽しむ萬斎の世界 日本昔話「ないたあかおに」（2022年 石川県立音楽堂）共演 野村萬斎

### その他[7][51][59][14][60]
- 野村萬斎『狂言ござる乃座 60th Anniversary』プログラム執筆（2019年）
- 日本郵便 特殊切手『楽器シリーズ第3集』楽琵琶奏者モデル（2020年）
- 浜松市楽器博物館『琵琶〜こころとかたちの物語〜』館内映像出演（2021年）
- 国際交流基金『 STAGE BEYOND BORDERS –Selection of Japanese Performances– 』映像出演（2022年）

## ディスコグラフィー
- 『雅音成就（がおんじょうじゅ）』 (2018年 CROIX HEALING)

### 参加作品
- 東京楽所『御遊』(2002年 キングレコード)
- 東京楽所『御慶』(2002年 キングレコード)
- 東京楽所『Gems From Foreign Lands』(2002年 Celestial Harmonies)[61]
- 坂本冬美『恋鼓』(2005年 ユニバーサルミュージック)
- 宮内庁式部職楽部『宮中雅楽』DVD (2012年 平凡の友社)
- 岩崎太整『ひそねとまそたん オリジナル・サウンドトラック』(2018年 ワーナー・ブラザーズ・エンターテイメント)
- 春日るり子『百花繚乱』(2019年 CROIX HEALING)
- 長岡成貢 ひめみこプロジェクト『美しきひめみこたちの物語 ～The Mystic world of Himemiko～』(2019年 DIAA)

## 作曲・作舞

### 作曲
- 『齋來』（2021年 新阿蘇大橋 開通記念Live）[32][33]
- 『陪臚変奏曲』（2021年 SEEDS Conference 2021）[62]
- 『護王ノ舞 急』作詞 仁徳天皇（2022年 杉本博司 護王神社御遷座20周年奉祝祭）[63]
- OSK日本歌劇団『へぼ侍 西南戦争物語』原作 坂上泉　脚本演出 戸部和久　出演 翼和希　天輝レオ　壱弥ゆう　唯城ありす　せいら純翔　知颯かなで　柊湖春　南星杜有　鳳寿旭　琥珀響　奏叶はる　ことせ祈鞠（2023年 近鉄アート館　2024年 扇町ミュージアムキューブ　銀座博品館劇場）[64][65][66][67][68][69][70][71]
- 『江之浦風俗歌』作詞 杉本博司（2024年 公益財団法人 小田原文化財団主催 甘橘山 春日社 御鎮座二年祭奉祝 歌舞音曲奉納）[35]
- 小林幸子『サクラガミ』作詞 戸部和久（2025年2月15日  SHOCHIKU RECORDS）[72][73][74][75][76]

### 作舞
- 巫女舞『祈りのとき』 作曲 長岡成貢 作詞 千種清美 （2016年 長岡成貢 伊勢神宮外宮奉納演奏）[77][78]
- 巫女舞『齋來』（2021年 新阿蘇大橋 開通記念Live）
- 『護王ノ舞』（2022年 杉本博司 護王神社御遷座20周年奉祝祭）[11]

## 著書

### 論文
- Traditional Japanese Gagaku Music for Contribution of Human Wellness（2022年 PUBTEXTO Global Journal of Arts and Social Sciences ）[79]
- Gagaku Music Keeps Unchanged 1000 Years In Japanese Culture And Mind（2022年 SUNTEXT Review of Arts & Social Sciences）[80]